# Binińskie Huby
Binińskie Huby – zniesiona nazwa części wsi Binino w Polsce położona w województwie wielkopolskim, w powiecie szamotulskim, w gminie Ostroróg.
Nazwa z nadanym identyfikatorem SIMC występuje w zestawieniach archiwalnych TERYT z 1999 roku.
Nazwa istniała do 2009 r. - zniesiona.